# متیو لیگول
متیو لیگول (انگلیسی: Matthieu Ligoule؛ زادهٔ ۶ مارس ۱۹۸۳) بازیکن فوتبال اهل فرانسه است.